# Dieciséis de Septiembre, Centro
Dieciséis de Septiembre är en ort i Mexiko.   Den ligger i kommunen Centro och delstaten Tabasco, i den sydöstra delen av landet, 700 km öster om huvudstaden Mexico City. Dieciséis de Septiembre ligger 9 meter över havet och antalet invånare är 335.
Terrängen runt Dieciséis de Septiembre är mycket platt. Runt Dieciséis de Septiembre är det tätbefolkat, med 442 invånare per kvadratkilometer. Närmaste större samhälle är Villahermosa, 11,8 km öster om Dieciséis de Septiembre. Runt Dieciséis de Septiembre är det i huvudsak tätbebyggt.